# Georg Böhm (Politiker, 1918)
Georg Böhm (* 6. Dezember 1918 in Neusiedl am See; † 9. Juni 1992 ebenda) war ein österreichischer Politiker (ÖVP) und Transportunternehmer. Böhm war von 1964 bis 1977 Abgeordneter zum Burgenländischen Landtag. 
Böhm besuchte die Volks- und Hauptschule in Neusiedl am See und arbeitete danach im Fuhrwerksunternehmen seines Vaters. Er diente 1937 im Österreichischen Bundesheer und wurde 1938 in die Wehrmacht übernommen. 1945 geriet er in amerikanische Kriegsgefangenschaft. Nach Ende des Zweiten Weltkrieges gründete Böhm sein eigenes Transportunternehmen und war ab 1955 zudem Tankstellen- und Servicebetreiber. 1962 wurde er zum Kommerzialrat ernannt.
Böhm war als Fachgruppenvorsteher und Obmann-Stellvertreter der Verkehrssektion der Burgenländischen Handelskammer aktiv. Zwischen 1961 und 1985 fungierte er als Obmann der Verkehrssektion. Zudem war er Gemeinderat und Stadtrat in Neusiedl am See, Bezirksobmann des Österreichischen Wirtschaftsbundes sowie stellvertretender Landesobmann. Er vertrat die ÖVP vom 26. Mai 1964 bis zum 27. Oktober 1977 im Burgenländischen Landtag. 